# Стабровский, Александр Сергеевич
Алекса́ндр Серге́евич Стабро́вский (род. 16 декабря 1948, Молотов, Молотовская область, СССР) — российский историк, культуртрегер, директор музея истории Пермского университета (1978—2014), член научно-методического совета по работе вузовских музеев при Министерстве высшего образования СССР (1978—1991), председатель научно-методического совета по работе вузовских музеев Уральского региона (1980—1991), главный редактор информационно-художественного журнала «Университет» (2003—2012), заслуженный работник культуры Российской Федерации (2004).

## Биография
В 1976 году окончил исторический факультет Пермского университета. Своим учителем А. С. Стабровский считает И. В. Шталь, с которой познакомился в Москве и осуществил несколько совместных проектов.
Работал в Музее истории Пермского университета (с 1978 года стал его директором).
Более 30 лет был членом редакционной коллегии газеты «Пермский университет»; с 2003 по 2013 год был главным редактором информационно-художественного журнала «Университет», объединявшего вокруг себя как заслуженных профессоров-колумнистов, так и студентов.
В 2018 году издал книгу «Геометрия жизни», рассказывающую о его путешествиях по Европе.
В декабре 2018 — январе 2019 им подготовлены авторские выставки фотографий в центральном выставочном зале Перми и в библиотеке ПГНИУ.
Сын Пётр — художник и дизайнер.

## Научно-исследовательская и организационная работа
А. С. Стабровский — автор свыше 100 печатных работ.
С 1978 года и в течение 45 лет являлся директором музея истории Пермского университета. В ходе своей деятельности он внёс большой вклад в выстраивание истории университета, осветив многие её неизвестные моменты, опубликовав материалы, посвященные крупным ученым. Благодаря его стараниям сохранены и систематизированы коллекция древностей, тысячи документов и фотографий.
Экспонаты коллекции древностей выставлялись в крупнейших музеях страны, таких как Музей им. Пушкина и в Третьяковской галерее. Так, в 1991 году музей принимал участие в выставке Государственного музея изобразительных искусств им. А. С. Пушкина «Древнеегипетские памятники из музеев России, Украины, Белоруссии, Кавказа, Средней Азии и Прибалтики». Совместно с Пермской художественной галереей в 1998—2000 годах проведена выставка «От Нила до Понта Эвксинского», которая экспонировалась там более года.
Являлся составителем и автором вступительных статей выпусков сборника «Пермский университет в воспоминаниях современников». Научно-исследовательские интересы А. С. Стабровского связаны с историей Перми и Пермского университета, судьбами и деятельностью его ученых, а также с работой над уникальными античными артефактами художественного раздела музея.
Также занимается изучением биографии пермского мецената Н. В. Мешкова (основателя Пермского университета). А. С. Стабровский (вместе со С. В. Бурдиной) — автор сценария фильма «Николай Мешков — король Урала», режиссёр Константин Березовский (1989). Последние годы вместе с профессором Г. Н. Чагиным и аспирантом В. Я. Призюком занимался исследованием рода Строгановых — этому посвящены многие его статьи и исследования. Входит в редакцию журнала «Пермское землячество», где публикует разнообразные материалы, включая и театральные обзоры по Перми. Более пяти лет пишет рецензии на спектакли театра «У Моста».
Был консультантом полнометражного документального фильма «По направлению в будущее…» (2019), посвященного 100-летию Пермского университета. Ведёт работу над двухтомной книгой по истории университета.

## Награды
- Почётное звание «Заслуженный работник культуры Российской Федерации» (за заслуги в области культуры и многолетнюю плодотворную работу, 2004).
- Премия Пермской области в сфере искусства и культуры (за организацию и проведение выставки «От Нила до Понта Эвксинского», 1999).
- Краевая премия в сфере искусства и культуры (за книгу «Утро исторической легенды», 2006).
- Медаль «За заслуги в культуре и искусстве» (2008).
- Благодарности Министерство культуры и средств массовых коммуникаций Пермского края и Пермского краевого центра охраны памятников (за вклад в сохранение и пропаганду культурного наследия, в развитие культурного потенциала Пермского края, 2008).
- Номинирован на Строгановскую премию за большой вклад в сохранение и развитие исторического и культурного наследия Пермского края (2014)[1].

## Основные публикации
Составитель и редактор
- Пермский университет в воспоминаниях современников / Сост. А. С. Стабровский. Вып. I. Пермь: Изд-во ТГУ Перм. отд-ние, 1991. 92 с. ISBN 5-230-09288-2.
- Пермский университет в воспоминаниях современников / Сост. А. С. Стабровский. Пермь: Изд-во Перм. ун-та, 1995. Вып. II. Ради жизни на Земле. 160 с. ISBN 5-8211-0077-2 (2-е изд. 2015)
- Пермский университет в воспоминаниях современников / Отв. за выпуск А. С. Стабровский. Пермь: Изд-во Пермского университета. 1996. Вып. III. Уральские просветители: семья Генкель. 156 с.
- Ларионов А. П. Лейтенантами не рождаются / Ред.-сост. А. С. Стабровский. Пермь: Изд-во Перм. ун-та, 2000. 152 с.
- Фрадин И. Р. Страницы жизни / Ред.-сост. А. С. Стабровский. Пермь: Изд-во Перм. ун-та, 2001, 2019. 124 с. ISBN 5-8241-0274-0

Статьи
- Тон задавали скоморохи // Советский музей. № 1 (81). Январь-февраль 1985 г. Иллюстрированный общественно-политический и научно-методический журнал Министерства культуры СССР и АН СССР.
- От Нила до Понта Эвксинского (из опыта работы над выставкой) // Фундаментальные исследования. 2005. № 2. С. 134—135.
- Стабровский А. С., Призюк В. Я. «Замок» — премьера театра «У моста» // Аргументы и факты. 10.12.2013.
- Творчество закулисья // Университет. 2016

## Фильмы
- Король Урала. Сценарий: А. Стабровский, С. Бурдина. Режиссёр К. Березовский. Пермское телевидение,1989. Ч. 1, 2.
- По направлению в будущее... Киностудия «Новый курс», 2019.